# La Estancia (Atotonilco el Grande)
La Estancia es una localidad de México perteneciente al municipio de Atotonilco el Grande en el estado de Hidalgo.

## Geografía
Se encuentra en la región de la Sierra Baja, a la localidad le corresponden las coordenadas geográficas 20° 17’ 57.594” de latitud norte y 98° 41’ 23.854” de longitud oeste, con una altitud de 2028 m s. n. m. Se encuentra a una distancia aproximada de 3.60 kilómetros al noroeste de la cabecera municipal, Atotonilco el Grande.
En cuanto a fisiografía se encuentra dentro de la provincia de la Eje Neovolcánico dentro de la subprovincia de Llanuras y Sierras de Querétaro e Hidalgo; su terreno es de llanura y Sierra. En lo que respecta a la hidrografía se encuentra posicionado en la región Panuco, dentro de la cuenca del río Moctezuma, entre los límites de la subcuenca del río Metztitlán y río Amajac. Cuenta con un clima templado subhúmedo con lluvias en verano, de humedad media.

## Demografía
En 2020 registró una población de 1881 personas, lo que corresponde al 6.24 % de la población municipal. De los cuales 882 son hombres y 999 son mujeres. Tiene 508 viviendas particulares habitadas.
| Gráfica de evolución demográfica de La Estancia entre 1960 y 2020                            |
|                                                                                              |
| Población de los censos y conteos del Instituto Nacional de Estadística y Geografía (INEGI). |

## Economía
La localidad tiene un grado de marginación alto y un grado de rezago social bajo.